# 重庆北温泉

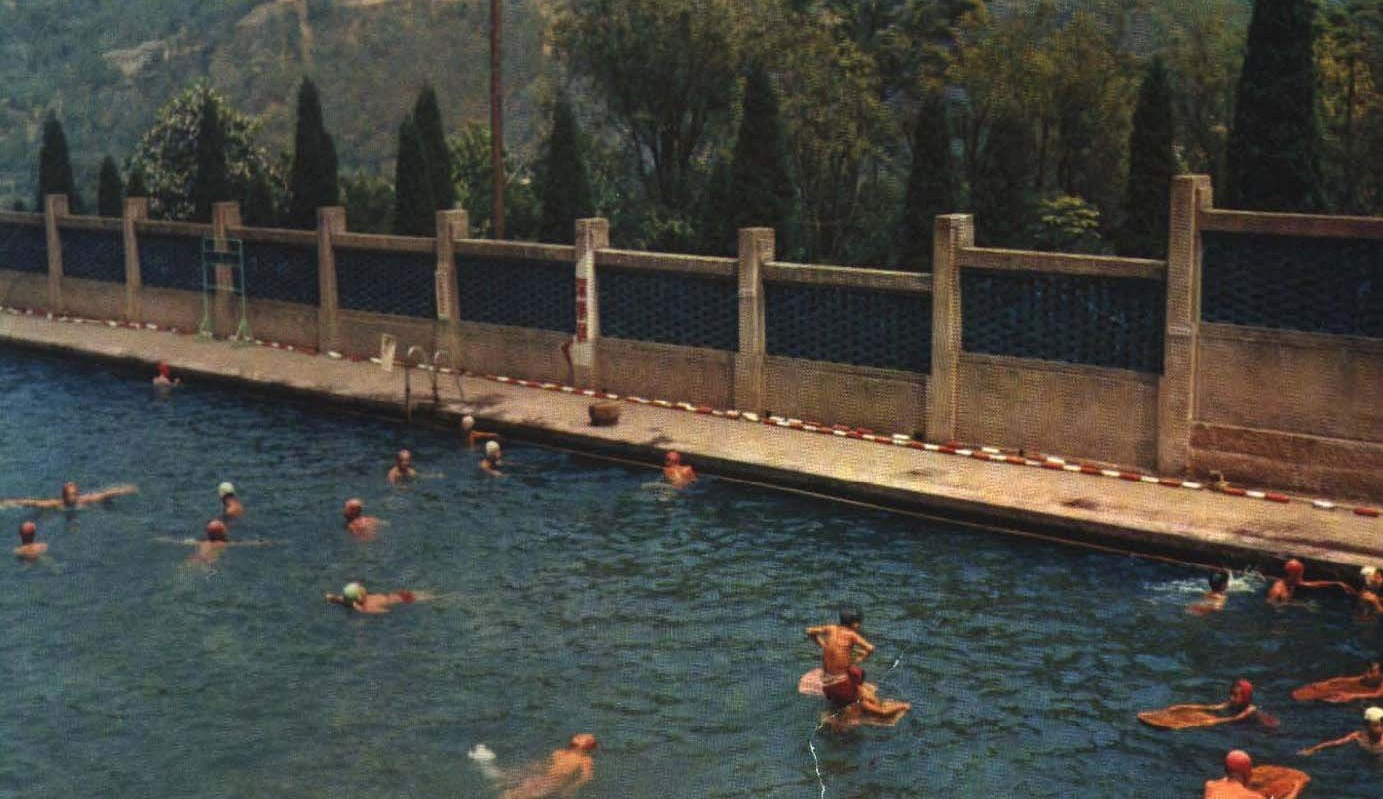
1964年 重庆北温泉

重庆市北温泉风景区位于重庆市北碚区嘉陵江小三峡温汤峡畔，缙云山麓。是中国开发利用最早、至今仍在使用的温泉之一。

## 历史
1982年被中国国务院批准定为中国首批国家级风景名胜区之一，2002年被评定为AAAA级风景区。
景區內有佛教寺庙“温泉寺”，始建于南北朝刘宋景平元年(423年)。南宋开庆元年（1259年），元宪宗蒙哥率军攻打合州钓鱼城，负伤后死于该寺中。温泉寺于明宣德七年(1432年)重建。
1927年，卢作孚在寺庙基础上建立嘉陵江温泉公园，为中国最早对公众开放的公园。抗战时期蒋介石、林森、周恩来多次来此住宿。
1990年代后，园区内许多历史遗址由于城市建设遭到破坏。